# Franciszek Szwoch

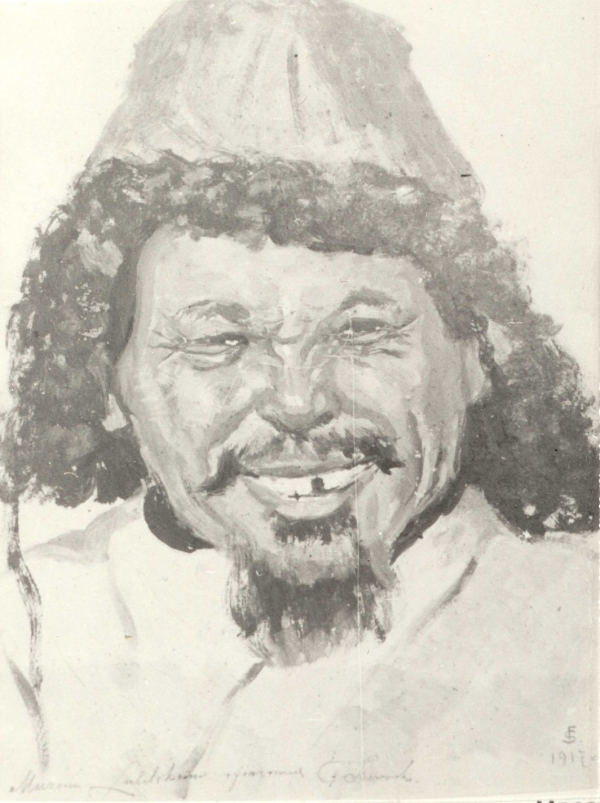
Kałmuk (1917)

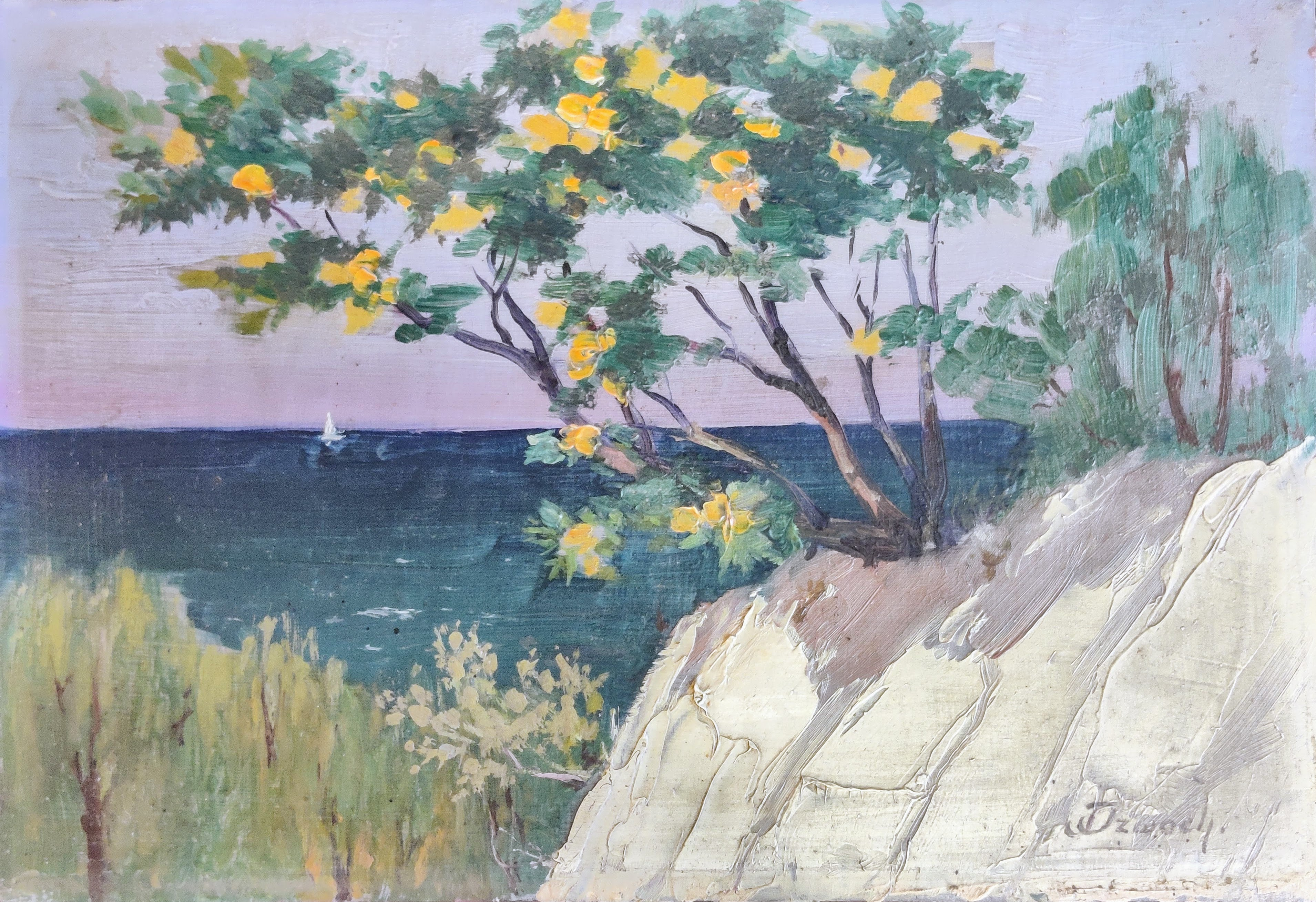
Lisi Jar, olej na sklejce (1918-1939)

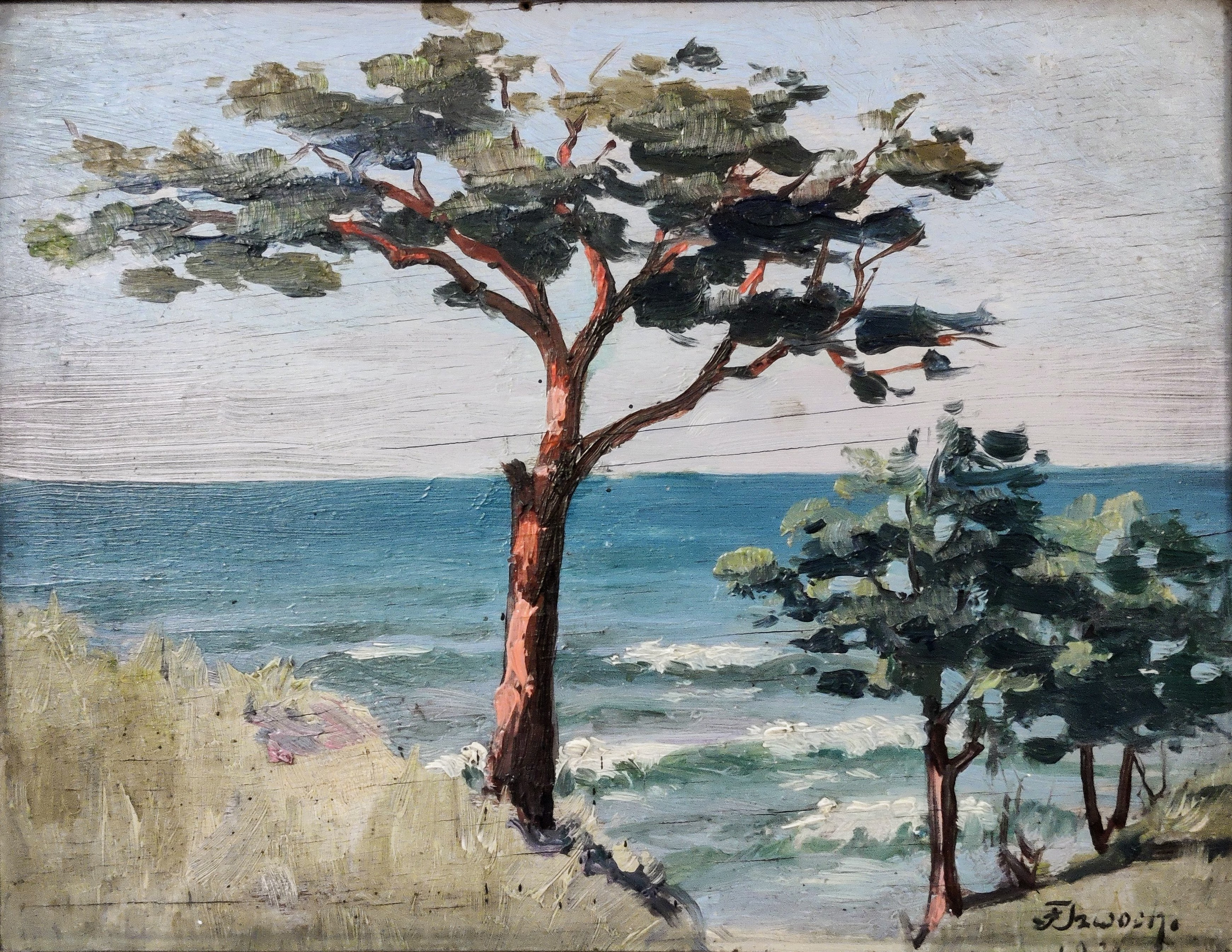
bez tytułu, olej na sklejce (1918-1939)

Franciszek Leon Szwoch (ur. 29 stycznia 1883 w Płońsku, zm. 16 listopada 1949 w Gdyni) – polski malarz marynista.

## Życiorys
Uczył się w gimnazjum w Płońsku, po maturze uzyskanej eksternistycznie w Seminarium Nauczycielskim w Siennicy rozpoczął studia Szkole Sztuk Pięknych w Warszawie, a następnie, od 1908 roku w Akademii Sztuk Pięknych w Krakowie. Tam współpracował z tajnymi organizacjami niepodległościowymi, za co był kilkakrotnie aresztowany przez zaborców. W 1918 r. wstąpił w Płocku do Polskiej Organizacji Wojskowej, a w 1919 – ochotniczo – do Wojska Polskiego, służył w nim do roku 1921, był powołany na stanowisko referenta ochrony zabytków kultury i sztuki przy dowództwie frontu podlaskiego i wołyńskiego (sprowadzał zbiory muzealne na Wawel i do Zamku Królewskiego w Warszawie).
W II Rzeczypospolitej był znanym organizatorem życia artystycznego, ale także członkiem i wiceprezesem zarządu Ligi Morskiej i Kolonialnej. W uznaniu dla zasług artystycznych i społecznych otrzymał stałe stypendium Ministerstwa Kultury i Sztuki. Przez 17 lat był prezesem Zrzeszenia Polskich Artystów Plastyków.
Specjalizował się w malarstwie marynistycznym, podejmował też tematy historyczne, batalistyczne i sakralne. Wraz z Marianem Mokwą zorganizował w Gdyni (w 1934 r.) Morską Galerię Obrazów. Jego dzieła wielokrotnie wystawiano w Warszawie przez Towarzystwo Zachęty Sztuk Pięknych. Współpracował z miesięcznikiem „Morze”. Przed wybuchem II wojny światowej prowadził Szkołę Malarską w Warszawie, a w Hallerowie wybudował dla jej uczniów dom letniskowy. Organizował szereg wystaw na terenie Wybrzeża, przeznaczając cały uzyskany z nich dochód na otwarcie biblioteki publicznej dla Kaszubów. Był inicjatorem i wielkim propagatorem budowy pierwszego „Domu Rybaka” we Władysławowie. Jego najbardziej znane obrazy to: Bitwa pod Puckiem, Bitwa Oliwska, Rybak z Helu, Wieczór nad zatoką.
W czasie II wojny światowej współpracował z Armią Krajową. Niemal cały jego przedwojenny i wojenny dorobek malarski (około trzystu obrazów), spłonął podczas powstania warszawskiego.
W 1945 roku przeniósł się wraz z żoną i córką do Sopotu. Rozpoczął współpracę z Wojewódzkim Wydziałem Kultury i Sztuki, organizując życie artystyczne na Wybrzeżu. Wśród malarzy należących do Związku Artystów Plastyków stworzył Grupę Marynistów, której prezesem był do końca życia. Współtworzył Muzeum Narodowe w Gdańsku, był organizatorem Liceum Sztuk Plastycznych w Gdyni Orłowie. Będąc na stanowisku Referenta Sztuk Plastycznych przy M.R.N. w Gdyni zabezpieczał zabytki sztuki przed wywozem za granicę.
Zorganizował ogólnopolski konkursu na herb Gdyni, który rozstrzygnięto w 1946 r. Pod koniec życia zachorował na białaczkę, zmarł w Gdyni, został pochowany w Sopocie. Większość jego dzieł pozostaje obecnie w rękach najbliższej rodziny.